# Liste von Persönlichkeiten aus Osaka
Diese Liste zählt Personen auf, die in der japanischen Stadt Osaka geboren wurden oder dort für längere Zeit gewirkt haben.

## A
- Kanako Abe (* 1973), Dirigentin und Pianistin
- Gen’ichirō Adachi (1889–1973), Maler, Schriftsteller und Bergsteiger
- Satō Aiko (* 1923), Schriftstellerin
- Rina Aiuchi (* 1980), Popsängerin
- Akamatsu Unrei (1892–1958), Maler
- Tadao Andō (* 1941), Architekt
- Yoshikuni Araki (1921–1997), Landschaftsarchitekt
- Akito Arima (1930–2020), Kernphysiker, Professor an der Universität Tokio, Präsident RIKEN, Politiker und Bildungsminister
- Kan’emon Asai (1901–1983), Maler
- Seigo Asada (* 1980), Dartspieler
- Asuka (* 1981), Wrestlerin
- Rin Asuka (* 1991), Schauspielerin
- Chie Ayado (* 1957), Jazzsängerin und -pianistin
- Masao Azuma (* 1971), Motorradrennfahrer

## B
- Totoki Baigai (1749–1804), Maler

## C
- Sonoko Chiba (* 1993), Fußballspielerin

## E
- Yoshida Eiza I. (1872–1945), Bunraku-Spieler

## F
- Kyōtarō Fujimoto (* 1988), Boxer
- Osamu Fujimura (* 1949), Politiker
- Kambi Fujiyama (1929–1990), Komödiant
- Masa Fukuda (* 1976), Songwriter. Dirigent und Musiker
- Shin’ichi Fukuda (* 1955), Gitarrist und Musikpädagoge
- Shin’ya Fukumori (* 1984), Jazzmusiker
- Miyuki Fukumoto (* 1977), Leichtathletin
- Yutaka Fukumoto (* 1947), Profibaseballspieler
- Fukuzawa Yukichi (1835–1901), Autor, Übersetzer und politischer Philosoph

## G
- Gen Getsu (* 1965), Schriftsteller
- Eiji Gō (1937–1992), Schauspieler
- Kōsuke Gomi (1921–1980), Schriftsteller

## H
- Yui Hamamoto (* 1998), Tischtennisspielerin
- Okada Hankō (1782–1846), Maler
- Chikamatsu Hanji (1725–1783), Puppenspiel-Autor
- Hanabusa Itchō (1652–1724), Maler
- Ōno Harunaga (um 1569–1615), Militärkommandant der Azuchi-Momoyama-Zeit und Gefolgsmann der Toyotomi-Familie
- Ryōichi Hattori (1907–1993), Jazzmusiker, Songwriter und Komponist
- Aiko Hayashi (* 1993), Synchronschwimmerin
- Mizuki Hayashi (* 1996), Fußballspieler
- Hōjō Hideji (1902–1996), Dramatiker, Schauspieler und Essayist
- Keigo Higashino (* 1958), Schriftsteller
- Rei Higuchi (* 1996), Ringer
- Higuchi Tomimaro (1898–1981), Maler
- Koki Hinokio (* 2001), Fußballspieler
- Sakata Hiroo (1925–2005), Dichter und Schriftsteller
- Kenichi Horie (* 1938), Segler und Forscher

## I
- Noriko Ibaragi (1926–2006), Schriftstellerin
- Hori Ichirō (1910–1974), Erforscher des religiösen Brauchtums
- Taisei Ichikawa (* 2000), Tennisspieler
- Ihara Saikaku (1642–1693), Schriftsteller
- Ikuta Kachōjo (1889–1978), Malerin
- Melo Imai (* 1987), Snowboarderin und Tarento
- Norio Imai (* 1946), Künstler
- Kumiko Imanaka (* 1939), Vertreterin der modernen und zeitgenössischen Kunst Japans
- Etsuko Inada (1924–2003), Eiskunstläuferin
- Daisuke Inoue (* 1940), Unternehmer
- Nishizawa Ippū (1665–1731), Schriftsteller und Herausgeber in der mittleren Edo-Zeit
- Ryōsuke Irie (* 1990), Schwimmer
- Ōkawa Isao (1926–2001), Unternehmer
- Yui Ishikawa (* 1989), Synchronsprecherin
- Yūichi Itō (* 1986), Tennisspieler
- Ayumu Iwasa (* 2001), Automobilrennfahrer

## J
- Kuroiwa Jūgo (1924–2003), Schriftsteller

## K
- Kentarō Kai (* 1994), Fußballspieler
- Takeshi Kaikō (1930–1989), Schriftsteller
- Ichika Kajimoto (* 2004), Schwimmerin
- Atomi Kakei (1840–1926), Pädagogin während der Meiji- und Taishō-Zeit
- Narumi Kakinouchi (* 1962), Mangaka
- Yōichirō Kakitani (* 1990), Fußballspieler
- Mori Kaku (1883–1932), Geschäftsmann und Politiker
- Daiki Kameda (* 1989), Boxer
- Kōki Kameda (* 1986), Boxer
- Tomoki Kameda (* 1991), Boxer
- Soma Kanda (* 2005), Fußballspieler
- Takehiro Kashima (* 1980), Turner
- Kashio Seiichirō (1892–1962), japanischer Tennisspieler
- Yasunari Kawabata (1899–1972), Schriftsteller und Literaturnobelpreisträger
- Mieko Kawakami (* 1976), Schriftstellerin
- Kimura Kenkadō (1736–1802), Maler
- Kim Byong-hwa (1936–2021), Dirigent
- Seiji Kimoto (1937–2022), Bildhauer und Kalligraf
- Ki no Kaion (1663–1742), Schriftsteller
- Baba Keiji (1897–1961), Ökonom
- Kōichi Kishi (1909–1937), Violinist, Komponist und Dirigent
- Toshiyuki Kita (* 1942), Designer
- Ryūhei Kitamura (* 1969), Regisseur, Drehbuchautor und Produzent
- Chigusa Kitani (1895–1947), Nihonga-Malerin
- Kahaku Kobayashi (1896–1943), Maler
- Mari Kodama (* 1967), klassische Pianistin
- Harumi Kōhara (* 1965), Badmintonspielerin
- Sakyō Komatsu (1931–2011), Schriftsteller
- Fumiko Kometani (* 1930), Schriftstellerin
- Masakazu Kondō (* 1980), Bildhauer, Objektkünstler und Grafiker
- Kondō Nobutake (1886–1953), Admiral
- Ogata Koreyoshi (1843–1909), Mediziner
- Nanaka Kori (* 1997), Leichtathletin
- Mihoko Koyama (1910–2003), Unternehmer
- Yasuo Kuniyoshi (1889–1953), Maler
- Machiko Kyō (1924–2019), Schauspielerin

## L
- Kazuki Lawlor (* 1998), Eishockeyspieler
- Lee Myung-bak (* 1941), Präsident Südkoreas
- Jay Litherland (* 1995), US-amerikanischer Schwimmer

## M
- Hiroshi Maeue (1968–2009), Massenmörder
- Yūsuke Maruhashi (* 1990), Fußballspieler
- Chino Masako (1880–1946), Lyrikerin
- Mitsuko Masui (1937–2010), Tierärztin
- Riki Matsuda (* 1991), Fußballspieler
- Tsuneji Matsuda (1895–1970), Unternehmer
- Shizuka Matsuo (* 1986), Badmintonspielerin
- Ichirō Matsui (* 1964), Politiker
- Toshihide Matsui (* 1978), Tennisspieler
- Takesada Matsutani (* 1937), Mixed-Media-Künstler
- Taku Mayumura (1934–2019), Science-Fiction-Schriftsteller und Haiko-Poet
- Kazuki Mine (* 1993), Fußballspieler
- Tsuneyasu Miyamoto (* 1977), Fußballspieler
- Risa Miyashita (* 1984), Leichtathletin
- Shōgo Miyata (* 2003), Shorttracker
- Chikuho Mizuta (1883–1958), Maler
- Kenzan Mizuta (1902–1988), Maler
- Akiko Morigami (* 1980), Tennisspielerin
- Morimoto Kaoru (1912–1946), Dramatiker
- Yasumasa Morimura (* 1951), Künstler der Appropriation Art
- Eiji Morioka (1946–2004), Boxer
- Makoto Morishita (* 1992), Mangaka
- Keiko Moriuchi (* 1943), Künstlerin
- Miwako Motoyoshi (* 1960), Synchronschwimmer
- Takuya Muguruma (* 1961), Boxer
- Hayate Mukai (* 2003), Fußballspieler
- Murakami Kagaku (1888–1939), Maler
- Takuya Murayama (* 1989), Fußballspieler

## N
- Kazumasa Nagai (* 1929), Grafiker und Plakatdesigner
- Yūji Naka (* 1965), Programmierer
- Ganjirō Nakamura (1902–1983), Schauspieler
- Shigenobu Nakamura (* 1950), Komponist und Professor
- Teii Nakamura (1900–1982), Maler
- Ryota Nakaoka (* 1989), Fußballspieler
- Namiki Gohei I. (1747–1808), Kabukischauspieler und -autor
- Namiki Shōzō I. (1730–1773), Kabuki- und Bunrakuautor
- Namiki Sōsuke (1695–1751), Bunraku- und Kabukiautor
- Dōmu Narita (* 1983), Snowboarder
- Miyako no Nishiki (1675–unbekannt), Verfasser von Büchern in der Edo-Zeit im Stil der Ukiyo-Zōshi
- Momiji Nishiya (* 2007), Skateboardfahrerin
- Ippū Nishizawa (1665–1731), Schriftsteller und Herausgeber
- Katsumi Nomizu (1924–2008), Mathematiker
- Hideo Nomo (* 1968), Baseballspieler

## O
- Makoto Oda (1932–2007), Schriftsteller
- Oda Sakunosuke (1913–1947), Schriftsteller
- Hiroshi Ōguri (1918–1982), Komponist und Hornist
- Masashi Ōguro (* 1980), Fußballspieler
- Okada Beisanjin (1744–1820), Maler
- Takeshi Okada (* 1956), Fußballspieler und -trainer
- Misao Ōkawa (1898–2015), ab 2013 ältester lebender Mensch
- Kosei Okazawa (* 2003), Fußballspieler
- Jun Okuda (* 1957), Chemiker
- Ōkubo Sakujirō (1890–1973), Maler
- Jiun Onkō (1718–1804), Priester der Shingon-Richtung des Buddhismus in der Edo-Zeit
- Naomi Ōsaka (* 1997), Tennisspielerin
- Ai Ōtsuka (* 1982), Singer-Songwriterin

## R
- Konishi Raizan (1654–1716), Haiku-Poet der mittleren Edo-Zeit
- Nakai Riken (1732–1817), Konfuzianer der späten Edo-Zeit
- Park Ri-ki (* 1992), nordkoreanischer Fußballspieler
- Ozawa Roan (1723–1801), Dichter

## S
- Saeki Yūzō (1898–1928), Maler
- Daichi Sawano (* 1980), Stabhochspringer
- Sanjūgo Naoki (1891–1934), Schriftsteller
- Midori Seiler (* 1969), deutsch-japanische Violinistin und Hochschullehrerin
- Kin Sekihan (* 1925), Schriftsteller
- Daisuke Sekimoto (* 1981), Wrestler
- Hiroshige Sekō (* 1962), Politiker
- Megumi Semitani (* 1992), Schriftstellerin
- Nasaka Senkichiro (1923–2014), Künstler
- Ryōtarō Shiba (1923–1996), Schriftsteller
- Buzaemon Shikano (1649–1699), Rakugo-Meister
- Shozo Shimamoto (1928–2013), Maler und Performancekünstler
- Minao Shimamura (1904–1978), Maler
- Osamu Shimizu (1911–1986), Komponist
- Orikuchi Shinobu (1887–1953), Schriftsteller und Literaturwissenschaftler
- Fujiko Shiraga (1928–2015), Künstlerin
- Shōno Junzō (1921–2009), Schriftsteller
- Atsushi Sugimoto (* 1964), Sushi-Koch
- Ken’yū Sugimoto (* 1992), Fußballspieler
- Shōjirō Sugimura (1905–1975), Fußballspieler
- Sōboku Suita (1890–1983), Maler

## T
- Matsudaira Tadanao (1595–1650), Daimyō der frühen Edo-Zeit
- Tomioka Taeko (1935–2023), Dichterin und Schriftstellerin
- Sen Takagi (* 2002), Fußballspieler
- Kazumi Takahashi (1931–1971), Schriftsteller und Sinologe
- Yasushi Takahashi (1924–2013), Physiker
- Katsuo Takaishi (1906–1966), Schwimmer
- Katsunari Takayama (* 1983), Boxer
- Takeda Izumo I. (?–1747), Theaterleiter und Autor
- Takeda Rintarō (1904–1946), Schriftsteller
- Kotaro Takeda (* 1997), Fußballspieler
- Takemoto Gidayū (1651–1714), Sänger und Theaterleiter
- Fujisawa Takeo (1904–1989), Schriftsteller
- Yamamoto Tamesaburō (1893–1966), Unternehmer und Kunstmäzen
- Seiko Tanabe (1928–2019), Schriftstellerin
- Atsuko Tanaka (1932–2005), Künstlerin
- Ogeretsu Tanaka (* 1995), Mangaka
- Isao Taniguchi (* 1991), Fußballspieler
- Inagaki Taruho (1900–1977), Schriftsteller
- Kazuo Tashima (1899–1985), Kamerahersteller (Minolta)
- Yōsuke Tashiro (* 1995), Fußballspieler
- Kanae Tatsuta (* 1992), Stabhochspringerin
- Yoshihiro Tatsumi (1935–2015), Mangaka
- Nagata Teiryū (1654–1734), Kyōka-Dichter
- Aya Terakawa (* 1984), Schwimmerin
- Watanabe Tetsuzō (1885–1980), Wirtschaftsfachmann und Unternehmer
- Takashi Tezuka (* 1960), Spielentwickler
- Hiroyuki Tomita (* 1980), Kunstturner
- Torii Kiyonobu I. (1664–1729), Maler
- Yasumi Toshio (1903–1991), Drehbuchautor
- Ono Tōzaburō (1903–1996), Dichter
- Kikuko Tsumura (* 1978), Schriftstellerin
- Yasutaka Tsutsui (* 1934), Schriftsteller
- Tujiko Noriko (* 1976), Musikerin und Filmemacherin

## U
- Kazuhisa Uchihashi (* 1959), Improvisationsmusiker
- Ueda Akinari (1734–1809), Schriftsteller
- Yozo Ukita (1924–2013), Künstler, Pädagoge und Schriftsteller
- Sueji Umehara (1893–1983), Archäologe

## Y
- Isuzu Yamada (1917–2012), Schauspielerin
- Yōji Yamada (* 1931), Filmregisseur und Drehbuchautor
- Akira Yamagishi (1929–2016), Gewerkschaftsführer
- Fujiko Yamamoto (* 1931), Schauspielerin
- Nobuhiro Yamamoto (* 1977), Dartspieler
- Keiichi Yamanaka (* 1947), Rechtswissenschaftler
- Yamasaki Toyoko (1924–2013), Schriftstellerin
- Yamazaki Susumu (1833–1868), Spion
- Sumi Yasuo (1925–2015), Avantgarde-Künstler
- Takeshi Yasutoko (* 1986), Inlineskater
- Lee Yong-jick (* 1991), Fußballspieler
- Yosa Buson (1716–1784), Dichter und Maler
- Kurumi Yoshida (* 1991), Synchronschwimmerin
- Minoru Yoshida (1935–2010), Avantgarde-Künstler und Performer
- Tamao Yoshida (1919–2006), Bunraku-Puppenspieler
- Hiroki Yoshimoto (* 1980), Autorennfahrer und Sänger
- Jirō Yoshihara (1905–1972), Maler
- Eizō Yuguchi (1945–2003), Fußballspieler